# Pungy

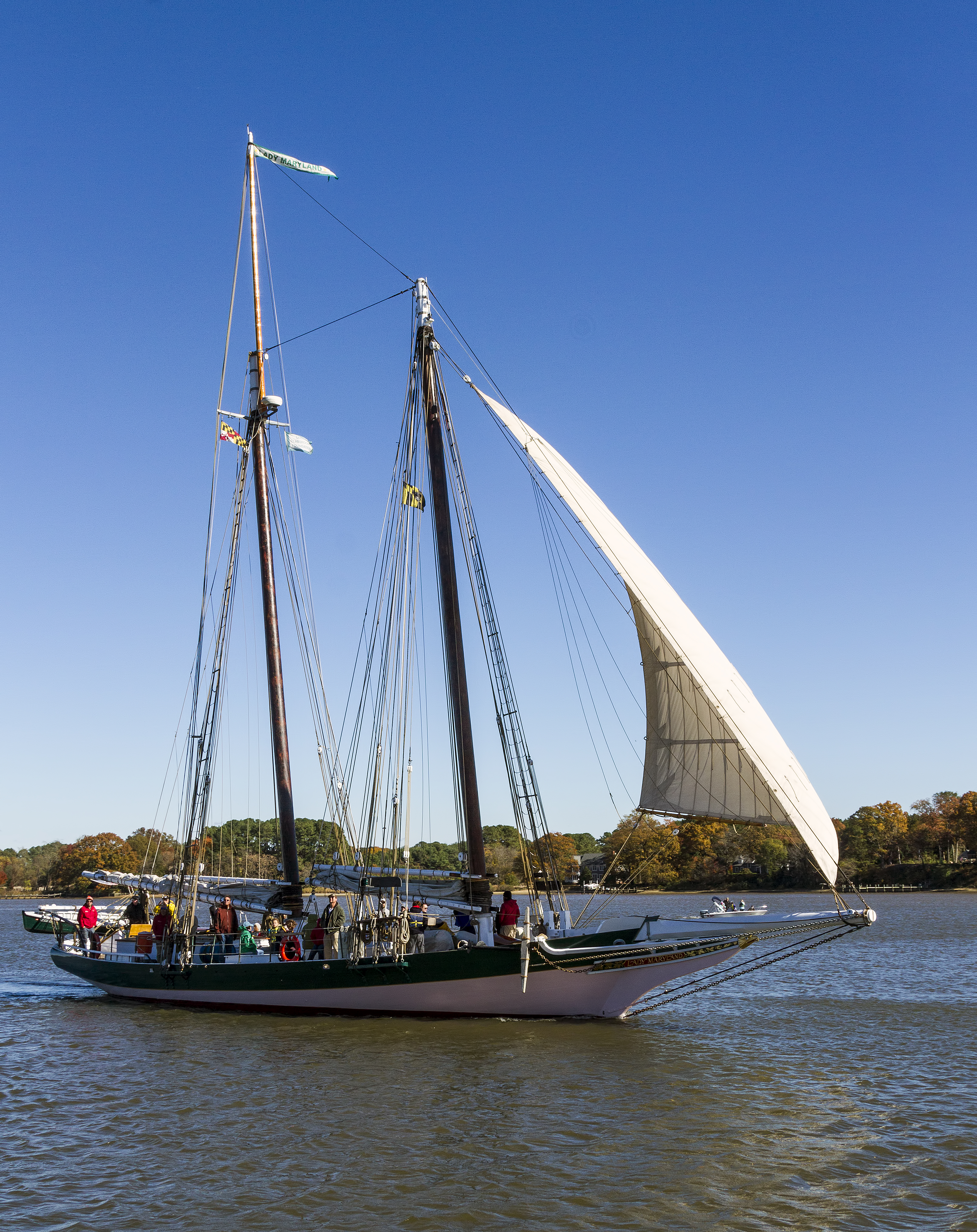
La goélette pungy Lady Maryland.

Un pungy est un type de goélette spécifique à la baie de Chesapeake. Issu du développement de voilier pilote, il est utilisé pour le transport de fret et l'ostréiculture des années 1840 jusqu'à la première moitié du XXe siècle.

## Description
Le pungy est une goélette (deux-mâts aurique) avec un hunier (comme sur les Baltimore clippers). Les mâts sont hauts et inclinés. La plate-forme est affleurante avec une coque éfilée en "V" se terminant par un beaupré. Un détail particulier du pungy est la peinture traditionnelle en vert et rose, dont l'origine est inconnue.

## Historique et usages
Le nom proviendrait de la région de Pungoteague dans le comté d'Accomack, en Virginie, où le design a été développé dans les années 1840 et 1850. Le pungy, comme le clipper de Baltimore, a évolué à partir de la goélette pilote. Son principal usage était de transporter du fret, notamment des denrées périssables. Il était capable de voyager en mer et était utilisé, par exemple, pour expédier des ananas à Baltimore depuis les Bermudes. Il a également été utilisé pendant un certain temps pour la ramassage des huîtres, mais son tirant d'eau excessif et son effectif important pour le manœuvrer ont conduit à son remplacement par le bugeye. Les derniers pungies ont été construits dans les années 1880, et l'utilisation du type s'est éteinte dans la première moitié du XXe siècle.

## Réplique
Une réplique, le Lady Maryland, a été construite de 1985 à 1986 et continue de servir de salle de classe flottante pour la Living Classrooms Foundation.